# Gustavo Sorzano
Gustavo Sorzano Baptista (Bucaramanga, Santander, Colòmbia; 19 de maig de 1944) és un arquitecte, dissenyador, publicista i artista colombià.

## Biografia
Gustavo Sorzano Bautista va néixer en el si d'una família tradicional de Santander. El 1963 es va graduar de batxiller del Col·legi Sant Pere Claver de Bucaramanga. Va iniciar els seus estudis universitaris a la Universitat de Miami on va realitzar exploracions en el camp del dibuix, la pintura i l'assemblatge. El 1966 es va inscriure a l'Escola d'Arquitectura de la Universitat de Cornell, on va triar com a complement professional la música.
En 1969 va obtenir el títol B.F.A. College of Architecture, Cornell University i posteriorment es va instal·lar a Bogotà per a exercir com a docent a l'Institut de Recerques Estètiques de la Pontifícia Universitat Javeriana, institució on va replicar la seva experiència amb Musika Viva Ensemble al grup Musika Viva.
L'any següent va renunciar al càrrec docent i va ingressar a l'empresa de publicitat Leo Burnett, sense deixar de banda l'experimentació amb Musika Viva, grup amb el qual va gravar Zeguscua a l'Estudi Ingeson dirigit per Manuel Drezner.
El 1995 va realitzar Disseny Integral a Bucaramanga, on va articular obres, plans i projectes dels diferents camps on s'havia exercit fins al moment. Això el va impulsar a crear l'Institut de Desenvolupament Creatiu IDC, i a realitzar la primera edició del llibre Lògica De-ment.
El 2010, amb Patricia Janiot, Felipe Pagés i Aldo Espinosa va crear Innovadors d'Amèrica, per a donar suport al desenvolupament d'iniciatives benèfiques per a la regió.

## Llibres
- Arquitectura Integral (1986, amb Alberto Saldarriaga Rosegui)
- Lògica de-Ment (2006)